# Michael Wolff
Michael Blieden Wolff (Victorville, California, 31 de julio de 1952) es un pianista, compositor y productor musical estadounidense. Él fue honrado como un artista de Steinway y obtuvo un premio de Broadcast Music, Inc. Wolff tiene síndrome de Tourette siendo este el presidente de Tourette Syndrome Association (TSA). Y está implicado con los niños que padecen síndrome de Tourette a través de los capítulos de la TSA.
Wolff fue el director musical de la cantante de jazz Nancy Wilson y más tarde se convirtió en el líder de una banda para la compañía de Fox sindicado en el show "The Arsenio Hall Show" (1989–1994) en donde conoció a su actual esposa, Polly Draper, quien apareció como invitada especial.
Wolff proporciona la puntuación y coproducción en The Tic Code (1999). Tuvo una aparición y realizó la música para la película The Naked Brothers Band: The Movie (2005). A principios de 2007, ésta se convirtió en el piloto para la serie de comedia musical de Nickelodeon The Naked Brothers Band, junto con sus dos hijos, Nat y Alex, ⁣ habiendo ganado un premio de BMI Cable por producir series de música. 
Wolff era el líder de la banda de jazz de "Impure Thoughts". La cual fue reconstruido como "Wolff y Clark Expedition", siendo un grupo de jazz-funk.

## Infancia y vida familiar
Wolff nació en Victorville, California, pero tiene raíces de Nueva Orleans, Luisiana, ya que su familia es culturalmente judía. Él es el hijo de Lise (Silverman) y Marvin Wolff, Un médico que trató a Elvis Presley cuando los Wolffs vivían en Memphis, Tennessee. A los nueve años, su familia se mudó a Berkeley, California.
Wolff comenzó a estudiar piano clásico a los ocho años y batería a los doce. Comenzó tocando el piano con los conjuntos de Jazz de la Universidad de California bajo la dirección del Dr. David W. Tucker mientras asistía a la Berkeley High School. Después de graduarse de la escuela secundaria, Wolff asistió a la Universidad de California, Berkeley (UC Berkeley) antes de matricularse en la Universidad de California en Los Ángeles.
La madre de Wolff se volvió a casar con el psiquiatra Neal Blumenfeld (padrastro de Wolff), que murió el 1 de diciembre de 2013. Teniendo de su padrastro dos hermanastros, Mimi y Judy. Wolff se casó con la actriz Polly Draper en 1992. Tuvieron dos hijos, Nat Wolff y Alex Wolff, quien protagonizó, además de escribir, la música para The Naked Brothers Band película/serie que fue creada, producida, escrita y dirigida por Draper. La esposa de Wolff también escribió, produjo y apareció en la película Tic Tac Code, que fue influenciada por su vida con el síndrome de Tourette, contribuyendo él a la puntuación.

## Carrera
Wolff dejó el colegio en 1972 para comenzar su carrera musical en la banda de Cal Tjader. Posteriormente, se unió a la banda de Cannonball Adderley en 1975. Para 1977, formó la banda Answering Service con el saxofonista Alex Foster. Wolff trabajó con otros artistas famosos como Warren Zevon, The Thad Jones/Mel Lewis Orchestra, Sonny Rollins, Wayne Shorter, Jean-Luc Ponty, Children On The Corner, Terri Lyne Carrington, Tony Williams y Christian McBride. Wolff compuso música original y sirvió como anfitrión para la producción de Riverside Shakespeare Company of The Mandrake en la ciudad de Nueva York en 1975.
En 1978, la cantante Nancy Wilson escogió a Wolff como su director musical. Arsenio Hall fue el acto de apertura de Wolff. Por el año de 1989, cuando Hall recibió su propia demostración de la charla, Wolff fue elegido para servir como su director de orquesta y director musical. Conoció a su esposa, la actriz Polly Draper, cuando ella apareció como personaje especial en la demostración. En 1995, lanzó Jumpstart con Christian McBride y Tony Williams y en 1997 el trío lanzó 2AM. Wolff era el líder de la banda de jazz Impure Thoughts que cuenta con: Badal Roy, el baterista Mike Clark, percusionista Frank Colón y bajista eléctrico John B. Williams.
Escribió música para las películas Who's the Man?, The Tic Code, y Made up. Siendo que escribirá para otras dos películas.
Wolff actuó en la serie The Nakes Brothers Band de Nickelodeon, siendo también coproductor ejecutivo y supervisor musical. Él es miembro de The New School For Jazz And Contemporary Music. Por la década de los 2010, formó la banda de jazz-funk llamada Wolff & Clark Expedition, conformada por Wolff y Clark como líderes de la banda, Steve Wilson y Lenny Pickett como saxofonistas y James Genus como bajista.

## Discografía

### Como líder
- 1993 – Michael Wolff (Columbia Jazz)
- 1995 – Jumpstart! (Jimco/Cabana)
- 1996 – 2AM (Cabana)
- 1998 – Portraiture: The Blues Period (Fuel 2000/Varese Saraband)
- 2000 – The Tic Code Soundtrack (Razor And Tie)
- 2001 – Impure Thoughts  (Indianola Music)
- 2003 – Intoxicate (Indianola Music)
- 2003 – Christmas Moods (Artemis)
- 2003 – Getting Into Heaven Soundtrack
- 2004 – Dangerous Vision  (Artemis Records)
- 2005 – Sexual Healing (3D)
- 2006 – Love & Destruction  (Wrong Records)
- 2007 – jazz, JAZZ, jazz (Wrong Records)
- 2009 – Joe's Strut (Wrong Records)
- 2011 – Detroit Dozen (Wrong Records)
- 2013 - Wolff & Clark Expedition (Random Act Records)
- 2015 - Wolff & Clark Expedition 2 (Random Act Records)

### Como acompañante
con Cal Tjader
- 1972 – Live At Concerts By The Sea (Fantasy)
- 1999 – Last Bolero In Berkeley (Fantasy)
- 2008 – Best Of Cal Tjader: Live At The Monterey Jazz Festival 1958-1980 (Monterey Jazz Festival)

con Cal Tjader and Charlie Byrd
- 1973 – Tambu (Fantasy)

con Cannonball Adderley
- 1975 – Phenix (Fantasy)
- 1975 – Volume One: Montreal 1975 (Essential Media Group)

con Tom Harrell
- 1975 – Aurora (Adamo/Pinnacle)
- 1976 – Bird Gets The Worm (Adamo/Pinnacle)

con Sonny Rollins
- 1977 Live At The Village Gate (Bootleg)

con Nancy Wilson
- 1979 – Live In Munich
- 1982 – At My Best (ASI)
- 1991 –With My Lover Beside Me (Columbia)

con David Axelrod
- 1993 – Requiem - The Holocaust (Liberty)
- 2003 – The Big Country (Stateside)

con Warren Zevon
- 1995 – Mutineer (Giant)
- 2002 – My Ride's Here (Artemis)

con Children On The Corner
- 2003 – Rebirth (Sonance)

con Alex Foster
- 1997 – Pool Of Dreams (Truspace)

con Dave Samuels
- 1998 – Tjaderized (Verve)

con Pastiche
- 2001 – Pastiche (Summit)

con Sam Morrison
- 2005 – Miles Away (Convalian)

## Filmografía

### Películas
| Año  | Película                           | Rol                    | Notas                                                           |
| ---- | ---------------------------------- | ---------------------- | --------------------------------------------------------------- |
| 1987 | Magic Sticks                       | Bob                    |                                                                 |
| 1999 | The Tic Code                       | Engineer #2            | También coprodujo y escribió la partitura original              |
| 2005 | The Naked Brothers Band: The Movie | Dad                    | El contribuyó como el personaje secundario y produjo la música. |
| 2007 | The Girl In The Park               | Jazz Club Piano Player |                                                                 |

### Programas de televisión
| Year      | Program or series       | Role                       | Notes                                                         |
| --------- | ----------------------- | -------------------------- | ------------------------------------------------------------- |
| 1989–1994 | The Arsenio Hall Show   | Él mismo                   | Director de orquesta y director musical                       |
| 1990      | Beverly Hills, 90210    | Duane                      | "Every Dream Has Its Price (Tag)" episode                     |
| 2007–2009 | The Naked Brothers Band | Papá/Mr. Wolff/Sonny Wolff | Supervisor musical, también coproductor y productor de música |

## Premios y honores
Wolff fue honrado como un artista de Steinway en junio de 2006. The Tic Code ganadora de premios en el Berlin International Film Festival, Giffoni Film Festival y Hamptons International Film Festival. Wolff ganó un premio Broadcast Music, Inc. Cable Award en 2007 por producir y supervisar la música de The Naked Brothers Band.